# 2 Romeos für Julia – Alte Liebe rostet nicht
2 Romeos für Julia – Alte Liebe rostet nicht ist eine international produzierte romantische Filmkomödie von Joan Carr-Wiggin aus dem Jahr 2008.

## Handlung
Die US-Amerikanerin Julia Reynolds ist in ihrer Ehe äußerst unglücklich. Ihr Mann Jack ist ein langweiliger Versicherungsangestellter, der sich mehr für Puzzles als für sie interessiert. Trotzdem reisen Julia, ihr Mann und ihre Kinder nach Malta in Urlaub.
Was niemand weiß: Julia hatte vor 25 Jahren eine leidenschaftliche Liebesaffäre mit dem Franzosen Alex Belmont auf dieser Insel. Damals gaben sich beide das Versprechen, sich nach 25 Jahren wieder auf Malta zu treffen. Im Hotel von Alex entdeckt sie ihn jedoch mit einer jungen Frau und dreht enttäuscht um. Am nächsten Tag fällt ihr ein, dass diese Frau auch seine Tochter gewesen sein könnte und trifft ihn wieder an ihrem Treffpunkt, einem Café. Nachdem sie erfährt, dass es sich doch um seine junge Geliebte handelt, und sie im Gegenzug erwähnt, dass sie verheiratet ist, gehen beide im Streit auseinander.
Ohne Vorwarnung taucht Alex urplötzlich in Julias Ferienvilla auf und stellt sich der Familie als alter Freund vor. Als Julia ihm das Haus zeigt, kommt es ihm Schlafzimmer zu leidenschaftlichen Küssen.
Nachdem Jack das falsche Spiel seiner Frau durchschaut, checkt er tief enttäuscht im selben Hotel wie Alex ein. Dort lernt er die rothaarige Grace kennen. Der Weg scheint frei für Julia und Alex.
Julia muss trotzdem noch andauernd an ihren Ehemann denken und Alex kann mit dieser Situation nicht umgehen. Beide entschließen sich, zu ihren Partnern zurückzukehren. Nach einem klärenden Gespräch mit Jack, der mit Grace geschlafen hat, ist für Julia die Welt wieder in Ordnung. Am nächsten Morgen hat sich Jack jedoch überhaupt nicht verändert. Julia setzt sich durch, so dass die gesamte Familie vor der Abreise noch an die Küste fährt. Aber Jack und die Kinder langweilen sich und ziehen einen Restaurantbesuch vor.
Julia entdeckt den Strand, an dem sie und Alex vor 25 Jahren miteinander geschlafen haben. Dort trifft sie einen jungen Mann, den sie beauftragt, ihrem Mann einen Brief zu bringen, der ihre Ehe beendet.
Sie besucht wieder das Café und trifft dort Alex, der ebenfalls nicht abreisen konnte. Unterdessen kommen sich Jack und Grace am Flughafen wieder näher.

## Synchronisation
Die deutsche Synchronisation fertigte die Synchronfirma VSI Synchron GmbH in Berlin unter der Dialogregie von Frank-Otto Schenk und nach einem Synchronbuch von Heike Schroetter an.
| Rolle          | Darsteller         | Deutsche Sprecher  |
| -------------- | ------------------ | ------------------ |
| Julia Reynolds | Juliet Stevenson   | Barbara Schnitzler |
| Alex Belmont   | Tchéky Karyo       | Reinhard Kuhnert   |
| Jack Reynolds  | Daniel Stern       | Frank-Otto Schenk  |
| Grace          | Valerie Mahaffey   | Heike Schroetter   |
| Jenny Reynolds | Claire Brosseau    | Berenice Weichert  |
| Jill Reynolds  | Elizabeth Whitmere | Antje von der Ahe  |
| Tyler          | Simon Woods        | Konrad Bösherz     |
| Samantha       | Kate Miles         | Dorette Hugo       |

## Kritik
„Eine Dame in den besten Jahren sieht sich mit der Möglichkeit konfrontiert, eine wichtige persönliche Entscheidung zu korrigieren, in dieser von einer Dame in den besten Jahren gedichteten und inszenierten Beziehungskomödie. Der Ton gerät jedoch alles andere als nachdenklich, vielmehr erinnern Stimmung und Typen an eine Sitcom. Juliet Stevenson kommt Romantikern aus ‚Mona Lisas Lächeln‘ bekannt vor, Daniel Stern (‚City Slickers‘) lässt dem Klamauk freien Lauf, und Galliens Superbösewicht Tcheky Karyo (‚Nikita‘) präsentiert seine bisher geschickt verborgene komische Seite.“

„Joan Carr-Wiggins, die bei dem Film das Drehbuch schrieb, Regie führte und die Produktion leitete, wollte die Geschichte einer reifen Frau erzählen, die endlich die Kontrolle über ihr Leben erlangen muss. Vortrefflich gelungen ist ihr dabei die Besetzung der Charaktere: Die britische Schauspielerin Juliet Stevenson ('Mona Lisas Lächeln') passt perfekt für die Rolle der Julia und wird durch die beiden ‘Romeos’ – Daniel Stern ('Kevin allein zu Haus') und Tchéky Karyo ('Die drei Musketiere') – bestens unterstützt. Zudem setzt die Regisseurin viel ausgeklügelten Situations- und Wortwitz ein, der die eigentliche Verzweiflung der Figuren herrlich kontrastiert.“